# ダクミル県
ダクミル県（ダクミルけん、ベトナム語：Huyện Đắk Mil?）は、ベトナム社会主義共和国ダクノン省の県。面積は681.58 km²、人口は106,200人（2017年）である。

## 行政区画
1市鎮9社から構成される。